# Spalangiopelta hiko
Spalangiopelta hiko är en stekelart som beskrevs av Darling 1995. Spalangiopelta hiko ingår i släktet Spalangiopelta och familjen puppglanssteklar. Inga underarter finns listade i Catalogue of Life.